# 현정회
현정회(顯正會)는 국조 단군과 사직 및 선열을 숭봉하여 국민정신 순화 및 계발을 목적으로 1969년 6월 27일 설립된 대한민국 문화체육관광부 소관의 사단법인이다. 사무실은 서울특별시 종로구 사직동 산 1-50에 있다.

## 주요 사업
- 단군전 및 사직기념관 건립, 수호
- 역대 창업주 및 명현선열의 추모 사업
- 국민사상 순화에 대한 사업

## 같이 보기
- 단군